# Oidemastis aeatusalis
Oidemastis aeatusalis är en fjärilsart som beskrevs av Walker 1859. Oidemastis aeatusalis ingår i släktet Oidemastis och familjen nattflyn. Inga underarter finns listade i Catalogue of Life.